# Morti nel 1964/Settembre
| Questa pagina contiene informazioni ricavate automaticamente dalle voci biografiche con l'ausilio del template Bio e di un bot. L'aggiornamento è periodico e automatico e ricostruisce completamente la pagina. Se manca una persona in questa lista, sei pregato di non aggiungerla, ma accertati piuttosto che la sua voce biografica contenga il template Bio e che i dati anagrafici siano correttamente compilati. Se il template Bio manca, inseriscilo tu stesso o, in alternativa, metti l'avviso {{tmp\|Bio}} che ne segnala la mancanza. Se i dati riportati sono sbagliati, correggi direttamente la voce biografica; le modifiche saranno visibili in questa lista entro pochi giorni. Per chiarimenti vedi il progetto biografie. La lista contiene solo le 78 persone che sono citate nell'enciclopedia e per le quali è stato implementato correttamente il template Bio. Pagina aggiornata al 3 mar 2024. |

- 1º settembre - John D'Angelico, liutaio statunitense (n. 1905)
- 2 settembre - Morris Ankrum, attore statunitense (n. 1897)
- 2 settembre - Francisco Craveiro Lopes, generale e politico portoghese (n. 1894)
- 2 settembre - Emilio Orlandini, ufficiale e aviatore italiano (n. 1910)
- 2 settembre - Alvin York, militare statunitense (n. 1887)
- 3 settembre - Hermann Breith, generale tedesco (n. 1892)
- 3 settembre - Guido Cortese, avvocato e politico italiano (n. 1908)
- 3 settembre - Mario Lusiani, pistard e ciclista su strada italiano (n. 1903)
- 3 settembre - Joseph Marx, compositore, insegnante e critico musicale austriaco (n. 1882)
- 4 settembre - José María Belauste, calciatore spagnolo (n. 1889)
- 4 settembre - Werner Bergengruen, scrittore tedesco (n. 1892)
- 4 settembre - Peter Farmer, allenatore di calcio scozzese (n. 1886)
- 4 settembre - Bror Fock, mezzofondista svedese (n. 1888)
- 4 settembre - Arthur Gäbelein, calciatore tedesco (n. 1893)
- 4 settembre - Paul Klingenburg, pallanuotista tedesco (n. 1917)
- 4 settembre - Clément-Emile Roques, cardinale e arcivescovo cattolico francese (n. 1880)
- 5 settembre - Elizabeth Gurley Flynn, attivista statunitense (n. 1890)
- 5 settembre - Giorgio Kokoliós-Bardi, tenore greco (n. 1916)
- 5 settembre - Velso Mucci, scrittore italiano (n. 1911)
- 5 settembre - Billy Sherring, maratoneta canadese (n. 1878)
- 6 settembre - Iosif Sîrbu, tiratore a segno rumeno (n. 1925)
- 7 settembre - Walter A. Brown, imprenditore e dirigente sportivo statunitense (n. 1905)
- 7 settembre - Louis Francescon, missionario italiano (n. 1866)
- 7 settembre - Georges Thierry d'Argenlieu, ammiraglio, diplomatico e religioso francese (n. 1889)
- 8 settembre - Sigfrid Henrici, generale tedesco (n. 1889)
- 8 settembre - Theo Koenen, calciatore tedesco (n. 1890)
- 9 settembre - Friedrich-Georg Eberhardt, generale tedesco (n. 1892)
- 9 settembre - Vanni Pucci, scrittore, poeta e illustratore italiano (n. 1877)
- 9 settembre - Pirro Scavizzi, presbitero italiano (n. 1884)
- 9 settembre - Sakari Tuomioja, politico finlandese (n. 1911)
- 10 settembre - Bryan Hines, lottatore statunitense (n. 1896)
- 10 settembre - Francesco Tola, militare e aviatore italiano (n. 1893)
- 11 settembre - Pietro Baccanelli, politico italiano (n. 1888)
- 11 settembre - Antonino Giuffrè, editore italiano (n. 1902)
- 12 settembre - Sergiusz Piasecki, scrittore polacco (n. 1901)
- 13 settembre - Ludovico Censi, aviatore, militare e diplomatico italiano (n. 1895)
- 13 settembre - Odd Eiwinn Hanssen, patologo e anatomista norvegese (n. 1917)
- 13 settembre - Mark C. Honeywell, imprenditore e inventore statunitense (n. 1874)
- 14 settembre - Vasilij Semënovič Grossman, giornalista e scrittore sovietico (n. 1905)
- 14 settembre - Josef Imbach, velocista svizzero (n. 1894)
- 14 settembre - Adrian Johnson, sceneggiatore statunitense (n. 1883)
- 14 settembre - Bertrand Pujo, aviatore, generale e politico francese (n. 1878)
- 15 settembre - Alfred Blalock, chirurgo statunitense (n. 1899)
- 15 settembre - William S. Darling, scenografo ungherese (n. 1882)
- 15 settembre - Clarence Hadfield D'Arcy, canottiere neozelandese (n. 1889)
- 16 settembre - Rocco Serini, matematico italiano (n. 1886)
- 17 settembre - Jean Ray, scrittore belga (n. 1887)
- 17 settembre - Nicola Pistelli, politico e giornalista italiano (n. 1929)
- 18 settembre - Clive Bell, critico d'arte britannico (n. 1881)
- 18 settembre - J. Frank Dobie, scrittore e giornalista statunitense (n. 1888)
- 18 settembre - Seán O'Casey, scrittore irlandese (n. 1880)
- 19 settembre - Mario Vallauri, glottologo e indologo italiano (n. 1887)
- 20 settembre - Gaston Darbour, pittore e incisore francese (n. 1869)
- 20 settembre - Lazare Lévy, pianista e compositore francese (n. 1882)
- 21 settembre - Jesús Enciso Viana, vescovo cattolico spagnolo (n. 1906)
- 21 settembre - Józef Gawlina, arcivescovo cattolico polacco (n. 1892)
- 21 settembre - Otto Grotewohl, politico tedesco (n. 1894)
- 22 settembre - Victor Goglidze, scacchista georgiano (n. 1905)
- 23 settembre - Marino Magnani, politico e partigiano italiano (n. 1893)
- 23 settembre - Fred M. Wilcox, regista statunitense (n. 1907)
- 24 settembre - Paul Kahle, orientalista e islamista tedesco (n. 1875)
- 24 settembre - Carlos Silva, calciatore portoghese (n. 1902)
- 26 settembre - Giovanni Gagliardi, fisarmonicista e compositore italiano (n. 1882)
- 26 settembre - Einar Strøm, ginnasta norvegese (n. 1885)
- 27 settembre - Pia Nalli, matematica italiana (n. 1886)
- 27 settembre - Tancredi Parmeggiani, pittore italiano (n. 1927)
- 27 settembre - Giuseppe Sforza, cestista italiano (n. 1923)
- 27 settembre - Adib al-Shishakli, militare e politico siriano (n. 1909)
- 28 settembre - Mario Baldassarri, matematico italiano (n. 1920)
- 28 settembre - Nacio Herb Brown, cantautore e compositore statunitense (n. 1896)
- 28 settembre - George Dyson, musicista e compositore inglese (n. 1883)
- 28 settembre - Francesco Ferrarin, generale e aviatore italiano (n. 1896)
- 28 settembre - Harpo Marx, comico e attore statunitense (n. 1888)
- 29 settembre - Lukas Nielsen, ginnasta danese (n. 1885)
- 29 settembre - Antonio Stanghellini, fisico italiano (n. 1931)
- 29 settembre - Fred Tootell, martellista statunitense (n. 1902)
- 30 settembre - Mario Almirante, regista e attore italiano (n. 1890)
- 30 settembre - Kurt Erdmann, storico dell'arte tedesco (n. 1901)